# 吉岡聖治
吉岡 聖治（よしおか しょうじ、Shoji Yoshioka）は、日本の作曲家、音楽プロデューサー。宮崎県宮崎市生まれ。

## 人物・来歴
CM音楽やドラマ、映画音楽の作曲家・プロデューサーとして活動。ジャンルに捕われない自由な発想での作曲スタイルが特徴。映画音楽のデビュー作は、2008年11月1日公開、前田哲監督作品「ブタがいた教室」である。

## 代表作

### CM音楽
- フレシネ「黒のボトル」 (2001年)
- メガネトップ「ニュースキャスター」(2002年)
- サッポロ一番オタフクお好みソース味焼そば「文字」「クマ」「プチプチ」(2003年)[2]
- JOHNSON & JOHNSON BAND-AID「新しい治療のかたち」（2004年）
- HALLS うる・Water　長谷川潤「人魚の秘密」(2005年)
- 伊藤ハム　浅田真央「湖上の舞」(2006年)
- ヤマハ発動機「ひろがる世界」（2007年）
- サッポロ一番みそラーメン　木梨憲武「男同士の買いもの」(2008年)
- J:COM  内田恭子「外国人プレス」「のぼせてます」(2009年)
- ヤマハ発動機　松下奈緒 「EC03」(2010年)
- BANDAI 「ブロックラボ」（2011年）
- SONY 4k「ANOTHER WORLD」(2012年)
- 中央ろうきん　高垣麗子「住宅ローン」(2013年)
- 大正製薬　リアップX5 水谷豊「はっきり言える理由」(2014年)
- SONY BRAVIA ティザー広告「Welcome to the new world」(2015年)
- HONDA　バイク好きだ。堀田真由「自由の翼」(2016年)
- DHC「サプリメッセージ」(2017年)
- ABC-MART 中村倫也『HAWKINS TRAVELLER』(2018年)
- ヤマザキ ロイヤルブレッド 松たか子「本当のおいしさ」篇(2019年)
- ヤマザキ「ルヴァンバターロール」芦田愛菜（2020年）
- COWAY AIRMEGA ブランドムービー (2021年）

### イベント音楽
- 日産自動車　36th〜38th 東京モーターショー日産ブースの音楽を担当　(2002年〜2004年)
- 三菱自動車　北京モーターショー、ジュネーブモーターショー、東京モーターショーのメイン映像の音楽を担当　(2009年〜2016年)
- 柏原市プロモーションビデオ「レッツシング」(2015年)[3]

### Short Movie
- 「生き方のコツ・死に方のツボ」 出演：村上淳/田中要次/大森南朋/木下ほうか/佐藤佐吉(2002年)
- 「隣のモンちゃん」出演：榎本亜弥子/三輪明日美/木下ほうか(2003年)
- 大幸薬品プレゼンツ「除菌戦士ジョキンジャー」(2014年)
- 日本赤十字社　海外たすけあい Web Movie「また、明日。」(2017年)
- カルピス オリジナルアニメ『初恋の味～「カルピス」をめぐる不思議な旅～』(2019) [4]

### ドラマ・ 映画音楽
- 「ブタがいた教室」　主演：妻夫木聡、26名のこどもたち（2008年）[5]
- 「ドラマ猿ロック」  1話〜13話　主演：市原隼人　2009年7月23日から同年10月15日まで放送。日本テレビ系読売テレビ。[6]
- 「猿ロック THE MOVIE」  主演：市原隼人（2010年）
- 「極道めし」　主演：永岡佑（2011年）
- 「王様とボク」　主演：菅田将暉（2012年）
- 「ドラマ ゆるい」  1話〜12話（2016年）
- 「ドラマ 美食探偵 明智五郎」トレーラー30"/60"（2020年）
- 「僕と彼女とラリーと」　主演：森崎ウィン（2021年）[7]
- 「ツーアウトフルベース」[8]（2022年3月25日公開予定、東映ビデオ）主演：阿部顕嵐（2022年）

### CD/配信リリース
- 「きょうは私の結婚式」2004年9月22日ソニーミュージックダイレクトより発売。
- 「猿ロックTHE MOVIE」サウンドトラック　2010年02月24日ユニバーサルミュージックより発売。
- 「STUDIO SELECTION -日活映画音楽- Vol.1」川井憲次、吉岡聖治、木根尚登コンピレーションアルバム。 2016年2月24日ビクターエンターテイメントより発売。[9]
- 2020 5.15 アルバム「旋律と妄想。」海外版表記「meditation」をHolos Music から配信リリース。[10]

### DVD
- 「十八の夏」TBSドラマ（2007年）
- 「ブタがいた教室」（2009年）
- 「ドラマ猿ロック」（2010年）
- 「猿ロック THE MOVIE」（2011年）
- 「極道めし」（2012年）
- 「王様とボク」（2013年）
- 「ドラマゆるい」MXテレビ（2017年）